# Lerchea paniculata
Lerchea paniculata är en måreväxtart som beskrevs av Cornelis Andries Backer och Reinier Cornelis Bakhuizen van den Brink. Lerchea paniculata ingår i släktet Lerchea och familjen måreväxter. Inga underarter finns listade i Catalogue of Life.